# Мулино
Му́лино (рос. Мулино) — присілок у складі Бабушкінського району Вологодської області, Росія. Входить до складу Тимановського сільського поселення.

## Населення
Населення — 5 осіб (2010; 13 у 2002).
Національний склад (станом на 2002 рік):
- росіяни — 100 %